# Pyrotrichus vitticollis
Pyrotrichus vitticollis là một loài bọ cánh cứng trong họ Cerambycidae.